# San Pablo, Santo Domingo Teojomulco
San Pablo är en ort i Mexiko.   Den ligger i kommunen Santo Domingo Teojomulco och delstaten Oaxaca, i den sydöstra delen av landet, 400 km sydost om huvudstaden Mexico City. San Pablo ligger 1 002 meter över havet och antalet invånare är 130.
Terrängen runt San Pablo är kuperad åt sydväst, men åt nordost är den bergig. Runt San Pablo är det ganska glesbefolkat, med 34 invånare per kvadratkilometer. Närmaste större samhälle är El Arador, 10,1 km öster om San Pablo. I omgivningarna runt San Pablo växer huvudsakligen savannskog.